# اتفاقية الخط الأحمر
اتفاقية الخط الأحمر (Red Line Agreement) هو الاتفاق الذي وقعه الشركاء في شركة نفط العراق (IPC) في 31 يوليو 1928. تم التوقيع على اتفاق بين «الشركة الانجلوفارسية» (Anglo-Persian Company) (التي سميت لاحقا بريتيش بتروليوم) ورويال داتش / شل وشركة البترول الفرنسية (أعيدت تسميته لاحقًا باسم توتال)، وشركة الشرق الأدنى للتنمية (سميت لاحقًا: إكسون موبيل) وكالوست غولبنكيان (رجل أعمال أرمني). كان الهدف من الاتفاقية هو إضفاء الطابع الرسمي على الهيكل المؤسسي لشركة نفط العراق وإلزام جميع الشركاء بـ «شرط الإنكار الذاتي» (self-denial clause) الذي يحظر على أي من مساهميه السعي بشكل مستقل للحصول على مصالح نفطية في الأراضي العثمانية السابقة. كان علامة على إنشاء احتكار للنفط، أو كارتل ذو تأثير هائل يمتد على مساحة شاسعة. والكارتل سبق بثلاثة عقود ولادة كارتل آخر، منظمة البلدان المصدرة للبترول (أوبك)، الذي تم تشكيله في عام 1960.
كما كتب جياكومو لوسياني (2013):
«بعد تشكيل (IPC)، أصر كالوست غولبنكيان على أن المشاركين في الكونسورتيوم يوقعون ما أصبح يُعرف باتفاقية الخط الأحمر (Yergin 1991: 203–6). وقد تم رسم الخط الأحمر على خريطة لتحديد المناطق التي كانت تخضع سابقًا لسيادة الإمبراطورية العثمانية، وذكر الاتفاق أن المشاركين في اتحاد (IPC) تعهدوا بالمشاركة في استغلال أي نفط يتم اكتشافه داخل الخط الأحمر حصريًا من خلال اتحادات بنفس التركيبة مثل (IPC). وبالتالي، إذا كان أحد اتحاد (IPC) كان على الأعضاء اكتشاف أي نفط أو الحصول على امتياز في مكان آخر داخل الخط الأحمر، وعليه أن يقدم هذا الأصل للأعضاء المتبقين في نفس» الهندسة«كما في (IPC).»
قيل أنه في اجتماع عام 1928، رسم رجل الأعمال والمحسن الأرمني كالوست غولبنكيان خطًا أحمر على خريطة الشرق الأوسط التي ترسم حدود المنطقة حيث يسري شرط الإنكار الذاتي. قال غولبنكيان إن هذه كانت حدود الإمبراطورية العثمانية التي كان يعرفها عام 1914. وأضاف أنه يعرفها، لأنه ولد وعاش فيها. نظر إليه الشركاء الآخرون باهتمام ولم يعترضوا. لقد توقعوا بالفعل مثل هذه الحدود. (وفقًا لبعض الروايات، لم يتم رسم «الخط الأحمر» من قبل غولبنكيان ولكن من قبل ممثل فرنسي.) باستثناء غولبنكيان، كان الشركاء هم كبرى شركات النفط اليوم. ضمن «الخط الأحمر» تقع كامل أراضي الدولة العثمانية السابقة في الشرق الأوسط بما في ذلك شبه الجزيرة العربية (بالإضافة إلى تركيا) باستثناء الكويت التي تم استبعادها بسبب أنها كانت محمية للبريطانيين.
بعد سنوات، لاحظ والتر سي تيغل من شركة ستاندرد أويل في نيو جيرسي أن الاتفاقية كانت «خطوة سيئة للغاية». ومع ذلك، فقد عملت على تحديد مجال عمليات خليفة شركة (TPC)، شركة نفط العراق (IPC). أشار الكاتب ستيفن همسلي لونكريك، الموظف السابق في التصنيف الدولي للبراءات، إلى أن «اتفاقية الخط الأحمر، التي تم تقييمها بشكل مختلف على أنها حالة حزينة من التكتل الخاطئ أو كمثال مستنير للتعاون الدولي والمشاركة العادلة، كان من أجل الاحتفاظ بالمجال لمدة عشرين سنة وإلى حد كبير تحديد نمط وتيرة تطور النفط في جزء كبير من الشرق الأوسط». وبصرف النظر عن السعودية والبحرين حيث فازت أرامكو وبابكو على احتكار شركة نفط العراق للتنقيب عن النفط داخل الخط الأحمر خلال هذه الفترة.
كانت شركتا النفط الأمريكيتان «ستاندرد أويل في نيو جيرسي» (Standard Oil of New Jersey) و«سوكني-فاكيوم» (Socony-Vacuum) شريكين في شركة نفط العراق وبالتالي ملتزمين باتفاقية الخط الأحمر. عندما عرضت عليهم شراكة مع أرامكو لتطوير الموارد النفطية في المملكة العربية السعودية، رفض شركاؤهم في شركة نفط العراق إطلاق سراحهم من الاتفاقية. بعد أن ادعى الأمريكيون أن الحرب العالمية الثانية قد أنهت اتفاقية الخط الأحمر، تبعت الإجراءات القانونية المطولة مع غولبنكيان. في نهاية المطاف، تمت تسوية القضية خارج المحكمة وسُمح للشركاء الأمريكيين بالانضمام إلى أرامكو. أصبحت اتفاقية الخط الأحمر وثيقة قديمة وغير سارية بعد هذا التاريخ، حيث استمرت شركة نفط العراق في تشغيل الامتيازات القائمة بموجب شروطها، ولكن تم السماح للشركات المساهمة بشكل مستقل بالسعي للحصول على امتيازات نفطية جديدة في جميع أنحاء الشرق الأوسط.